# Mirall màgic

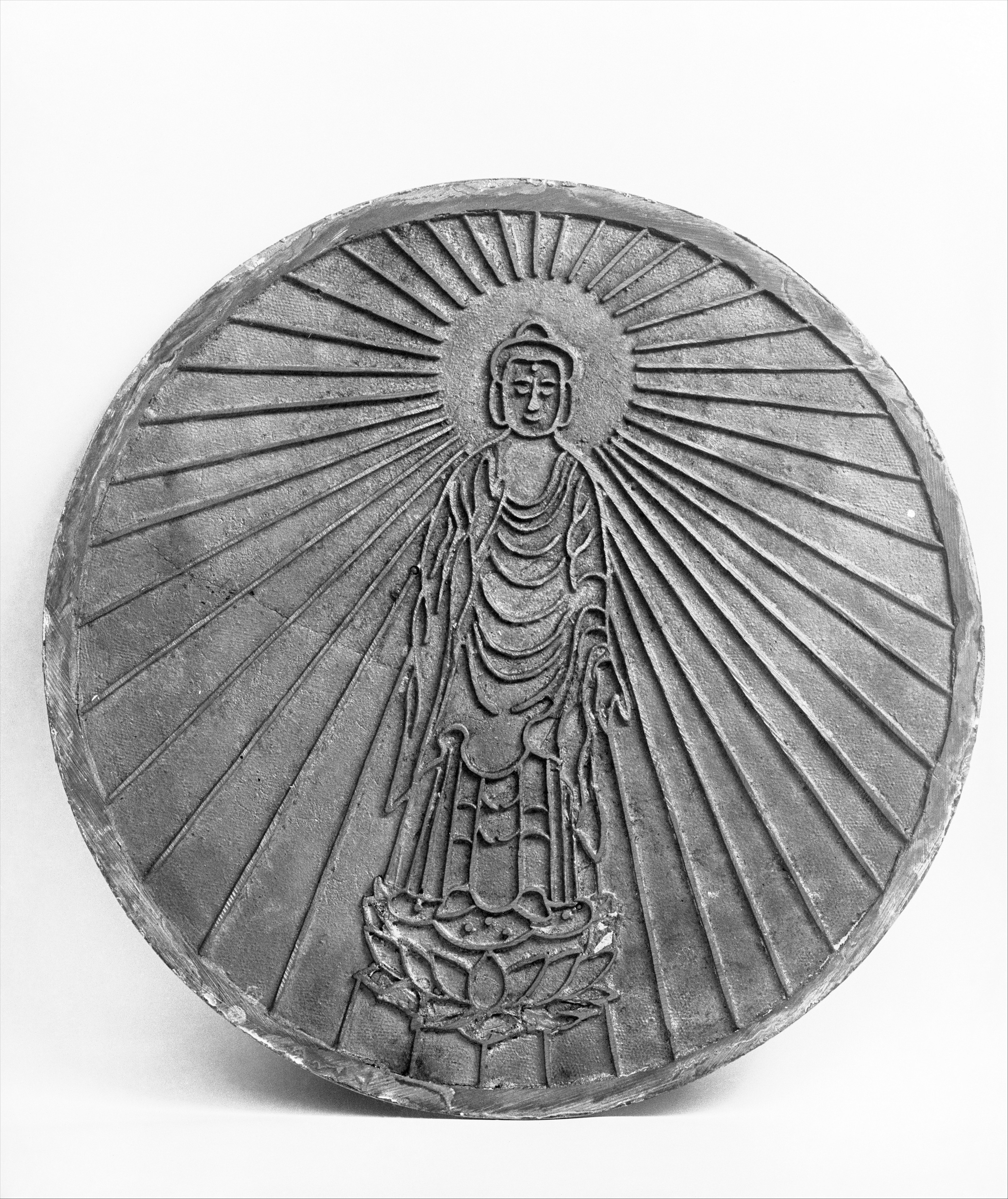
Mirall màgic amb la imatge "Buda Amida".

El mirall màgic xinès és una andromina que té els seus orígens en la Dinastia Han (206 AC – 24 DC). Són espills de bronze sòlid, que en certes condicions d'il·luminació fan veure que són transparants. La part frontal del mirall és una superfície lluent que servia d'espill normal, mentre que al darrere té un baix relleu de bronze. Si aquesta llum és reflectida cap a una paret, el patró del darrere del mirall llavors hi és projectat.
Durant la Dinastia Tang (618–907), un llibre amb el títol anomenada Gu Jing Ji, escrit al voltant de l'any 800 dC , descriu el mètode de fabricar miralls de bronze sòlid amb decoracions, caràcters escrits, o patrons al dors que podria projectar'ls aplicant llum de qualsevol font i  generara així una imatge; per aquest efecte transparent, van ser anomenats «miralls translucids» pels Xinesos. 
Aquest llibre es va perdre amb el pas dels segles, però els miralls màgics van ser descrits en els Assajos des de l'estany dels somnis per Shen Kuo (1031–1095), que va heretar tres d'aquests miralls. Perplex en veure que el metall sòlid podria ser transparent, Shen va endevinar que alguna classe de tècnica de tremp de l'acer era utilitzada per així produir forats massa petits per ser observats per l'ull. Tot i que l'explicació d'índexs de refredament que va donar era incorrecta, tenia raó quan va observar que la superfície del mirall contenia uns foradets que l'ull despullat no podria detectar; aquests miralls tampoc tenien cap transparència. Això ho va descobrir William Bragg l'any 1932 després d'un segle sencer de polèmiques entre científics occidentals.
Robert Temple descriu la construcció com: «La forma de mirall bàsica, amb un disseny en el darrere, era completament plana, i la convexitat de la superfície era produïda posteriorment a través de rascar i ratllar. La superfície era llavors llustrada perquè es tornés lluent.  Aquests processos van causar les parts més primes de la superfície a corbar-se cap enfora i esdevenir més convexes que les porcions més gruixudes. Finalment, una amalgama de mercuri era posat sobre la superfície; això creava més deformació i conseqüentment, més curvatura. El resultat era que les imperfeccions de la superfície del mirall coincidien amb els patrons del darrere, tot i que eren massa petites per ser vist per l'ull. Però quan el mirall reflectia la llum solar contra una paret, el resultat era el de la imatge sencera, la llum reproduïa els patrons quant traspassava el bronze sòlid en forma de petits rajos.
Michael Berry ha escrit un article que descriu l'òptica d'aquest esdeveniment.

## Història

### La Xina
L'antiga artesania dels miralls màgics xinesos es remunta a l'any 2900 - 2000 a.C. a la Xina, Egipte i al Vall de l'Indo. Aquests espills de bronze es van fer populars i se'n van fabricar molts durant la dinastia Han entre el període de 206 a.C. i 24 d.C. principalment a la Xina. Segons Joseph Needham, al voltant del 800 d.C., durant la dinastia Tang (618-907), el llibre Registre d'Antics Miralls descrivia com fer aquests miralls que els xinesos anomenaven «miralls translúcids». Encara que aquest llibre es va perdre, Shen Kuo (1031-1095), que posseïa tres espills com a relíquia familiar, els va descriure en el seu Assaig de el tresor dels somnis. Sorprès per la capacitat d'un metall sòlid per comportar-se com si fos transparent, Shen va suposar que els fabricaven amb alguna tècnica de temperat per produir arrugues superficials imperceptibles per l'ull humà. Tot i que no tenia raó respecte temperament del metall, si va encertar en la causa que deixava sense respostes als científics occidentals de segle xix. El 1932 William Bragg va descobrir que Shen tenia raó respecte a les arrugues superficials imperceptibles.

### El Japó
D'altra banda, a mesura que la fabricació dels miralls a la Xina va augmentar, aquesta es va expandir cap a Corea i Japó. De fet, l'Emperador Cao Rui i el Regne Wei de la Xina van regalar nombrosos miralls de bronze (coneguts com a Shinju-kyo al Japó) a la Reina Himiko de Wa (Japó), on van ser rebuts com rars i misteriosos objectes els quals es descrivien com "fonts d'honestedat", ja que es deia que reflectien tot allò bo i dolent sense errors. És per això que el Japó considera com un dels tres grans tresors imperials a un mirall sagrat anomenat Yata-no-Kagami.
Avui dia, es diu que Yamamoto Akihisa és l'últim fabricant de miralls màgics al Japó. El Kyoto Journal el va entrevistar i l'artesà va explicar part de la seva tècnica, que li va ensenyar el seu pare, i això ha seguit així per més generacions.

### Europa Occidental
Durant molts segles, la màgia d'aquests miralls va desconcertar tant als laics com als científics, els quals es van dedicar a fer diferents treballs de recerca en referència a aquest tema.
El primer espill màgic que va aparèixer a l'Europa Occidental va ser propietat del director de l'Observatori de París, que, al seu retorn de la Xina, va portar entre d'altres espills, un espill màgic. Aquest últim va ser presentat com una irresistible incògnita a l'Acadèmia de Ciències de França en 1844. Ningú havia vist una cosa semblant, i per més que van registrar el seu comportament, mai van poder entendre-ho del tot. En total hi va haver només quatre miralls màgics portats des de la Xina a Europa; però en 1878, dos professors d'enginyeria li van presentar a la Royal Society de Londres diversos models que havien portat del Japó. Els anglesos els van donar el nom de miralls diàfans i per primera vegada van estudiar com tècnicament els van construir. Ningú, però, va poder esbrinar què produïa la fantasmagòrica i bellíssima projecció de llum a la qual van catalogar com una il·lusió òptica impossible i, per tant, màgica.
Més tard, el novembre del 2005, el físic Michael Berry, va estudiar aquest tema i va publicar un article que en descriu l'òptica.